# Фрактальный кластер
Фрактальный кластер (фрактальный агрегат) — хаотический фрактал, который образуется при ассоциации твердых аэрозолей в газе в случае диффузионного характера их движения, а также в результате конденсации в сложных неравновесных условиях, например, при слипании движущихся по определенному закону твердых частиц кластера (агрегата).
- Фрактальные кластеры наиболее часто исследуются при помощи модели диффузионно-лимитированного роста (англ. DLA — diffusion limited aggregation). Модель позволяет воспроизводить структуры кластеров с различной фрактальной размерностью.
- Активным исследователем и автором многочисленных публикаций, посвященных свойствам фрактальных кластеров, является Б. М. Смирнов [1-5]. Усовершенствованный подход к вопросу об излучательных процессах с участием фрактальных кластеров представлен в работе С.Ш. Рехвиашвили, Д.Ш. Гавашели. Об излучении диэлектрического фрактального кластера // Физика твердого тела. — 2011..

## Статьи
- Б.М.Смирнов. Фрактальный клубок — новое состояние вещества= // УФН. — 1991.
- Б.М.Смирнов. Энергетические процессы в макроскопических фрактальных структурах= // УФН. — 1991.
- Б.М.Смирнов. Фрактальные кластеры // УФН. — 1986.
- Б.М.Смирнов. Свойства фрактального агрегата // УФН. — 1989.
- Б.М.Смирнов. Излучательные процессы с участием фрактальных структур // УФН. — 1993.
- С.Ш. Рехвиашвили, Д.Ш. Гавашели. Об излучении диэлектрического фрактального кластера // Физика твердого тела. — 2011.